# 森林認証制度
森林認証制度（しんりんにんしょうせいど）とは、適正に管理された森林から産出した木材などに認証マークを付けることによって、持続可能な森林の利用と保護を図ろうとする制度である。環境ラベリング制度のひとつ。独立した第三者機関が評価・認証する制度である。木材産出地域の森林管理を評価する制度であることから木材認証制度とも呼ばれる。
国際的な森林認証制度としては、1993年に林業者、木材引取業者、先住民団体、自然保護団体などが集まり設立された国際NGO森林管理協議会 (FSC) や、1999年に小規模林業に対応する形で発足したPEFC森林認証プログラムがある。また各地域で策定される森林認証制度があり、アメリカ／カナダのSFI (Sustainable Forestry Initiative) 、アメリカのATFS (American Tree Farm System) 、カナダのCSA、マレーシアのMTCC (MTCS)、インドネシアのIFCC／LEI、日本のSGECなどがある。PEFCはこうした地域の森林認証制度を相互承認する形で運用される。